# Schoenus racemosus
Schoenus racemosus là loài thực vật có hoa trong họ Cói. Loài này được J.M.Black miêu tả khoa học đầu tiên năm 1939.